# Varmia-mazúriai vajdaság
A Varmia-Mazúrai vajdaság, lengyelül: województwo warmińsko-mazurskie,  közigazgatási egység, egyike Lengyelország 1999-ben alkotott 16 vajdaságának. Területe 24 173 km², népessége 1 426 155 fő, (2008) népsűrűsége 59 fő/km², a városi lakosság aránya 60,0%. Központja Olsztyn.
A vajdaság az ország északkeleti részén foglal helyet. Alapítása 1999-ben történt a lengyel adminisztrációs reform keretében a korábbi teljes Olsztyni vajdaságból, valamint az Elblągi, Toruńi, Ciechanówi és Ostrołękai vajdaságok részeiből, felöleli a történelmi Kelet-Poroszország déli részét.

## Járásai
- Járások:
  - bartoszycei
  -  braniewói
  -  działdowói
  -  elblągi
  -  ełki
  -  giżyckói
  -  gołdapi
  -  iławai
  -  kętrzyni
  -  lidzbarki
  -  mrągowói
  -  nidzicai
  -  nowe miastói
  -  olecko-i
  -  olsztyni
  -  ostródai
  -  piszi
  -  szczytnói
  -  węgorzewói

- Járási jogú városok:
  -  Elbląg
  -  Olsztyn

## Városai
A városok listája népesség szerint rendezett, a népesség és a terület van feltüntetve:
| #  | Település             | Lakosság | Terület    |
| -- | --------------------- | -------- | ---------- |
| 1  | Olsztyn               | 176 142  | 87,89 km²  |
| 2  | Elbląg                | 126      | 439 80 km² |
| 3  | Ełk                   | 57 129   | 21,70 km²  |
| 4  | Iława                 | 33 775   | 21,88 km²  |
| 5  | Ostróda               | 33 262   | 14,15 km²  |
| 6  | Giżycko               | 29 494   | 13,80 km²  |
| 7  | Kętrzyn               | 28 351   | 10,34 km²  |
| 8  | Szczytno              | 25 562   | 10,26 km²  |
| 9  | Bartoszyce            | 25 164   | 11,00 km²  |
| 10 | Mrągowo               | 22 272   | 14,80 km²  |
| 11 | Olecko                | 21 897   | 11,42 km²  |
| 12 | Działdowo             | 21 644   | 13,35 km²  |
| 13 | Pisz                  | 19 423   | 10,04 km²  |
| 14 | Braniewo              | 18 068   | 12,36 km²  |
| 15 | Lidzbark Warmiński    | 16 597   | 14,34 km²  |
| 16 | Nidzica               | 14 697   | 6,86 km²   |
| 17 | Morąg                 | 14 147   | 10,70 km²  |
| 18 | Gołdap                | 13 514   | 17,20 km²  |
| 19 | Pasłęk                | 12 195   | 11,39 km²  |
| 20 | Węgorzewo             | 11.541   | 10,87 km²  |
| 21 | Nowe Miasto Lubawskie | 11 077   | 11,61 km²  |
| 22 | Dobre Miasto          | 10 579   | 5,00 km²   |
| 23 | Biskupiec             | 10 343   | 4,86 km²   |
| 24 | Orneta                | 9837     | 9,63 km²   |
| 25 | Lubawa                | 9417     | 16,84 km²  |
| 26 | Lidzbark              | 9351     | 5,70 km²   |
| 27 | Olsztynek             | 7648     | 7,69 km²   |
| 28 | Barczewo              | 7315     | 4,58 km²   |
| 29 | Orzysz                | 5998     | 8,16 km²   |
| 30 | Susz                  | 5600     | 6,67 km²   |
| 31 | Reszel                | 5411     | 3,81 km²   |
| 32 | Ruciane-Nida          | 5013     | 17,07 km²  |
| 33 | Korsze                | 4724     | 4,03 km²   |
| 34 | Górowo Iławeckie      | 4844     | 3,32 km²   |
| 35 | Biała Piska           | 4027     | 3,24 km²   |
| 36 | Mikołajki             | 3851     | 8,85 km²   |
| 37 | Jeziorany             | 3441     | 3,41 km²   |
| 38 | Ryn                   | 3139     | 4,09 km²   |
| 39 | Zalewo                | 2977     | 8,22 km²   |
| 40 | Pieniężno             | 2095     | 3,83 km²   |
| 41 | Tolkmicko             | 2725     | 2,28 km²   |
| 42 | Miłakowo              | 2685     | 8,68 km²   |
| 43 | Bisztynek             | 2552     | 2,16 km²   |
| 44 | Pasym                 | 2552     | 15,18 km²  |
| 45 | Frombork              | 2528     | 7,59 km²   |
| 46 | Miłomłyn              | 2256     | 12,40 km²  |
| 47 | Kisielice             | 2222     | 3,37 km²   |
| 48 | Sępopol               | 2201     | 4,63 km²   |
| 49 | Młynary               | 1844     | m²         |

## Külső hivatkozások
- A vajdasági hivatal információs honlapja
- A vajdasági hivatal információs buletinje Archiválva 2022. március 28-i dátummal a Wayback Machine-ben
- A vajdaság honlapja
- A vajdaság marsalli hivatalának honlapja